# Jacen Burrows

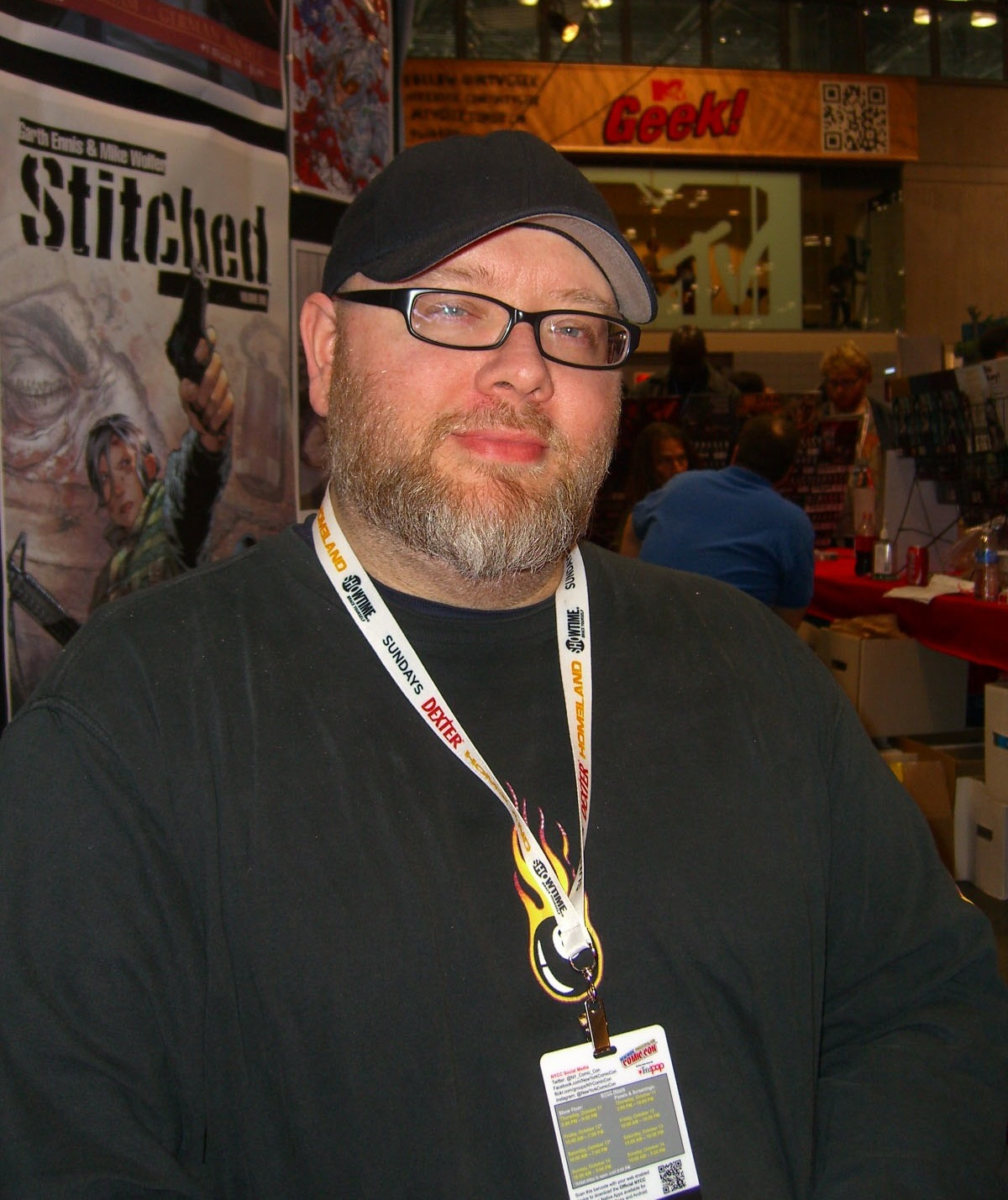
Jacen Burrows, 2012

Jacen Burrows (geboren am 11. September 1972 in San Diego, Kalifornien) ist ein amerikanischer Illustrator und Comiczeichner, der vor allem für seine Arbeiten für Avatar Press bekannt ist. Zudem illustrierte er gemeinsam mit anderen Zeichnern zahlreiche Regelwerke für Pen-&-Paper-Rollenspiele, vor allem für die Drachenlanze (im US-Original Dragonlance), ein Kampagnensetting für das System Advanced Dungeons & Dragons.

## Biografie
Jacen Burrows schloss sein Studium am Savannah College of Art and Design 1996 mit einem Abschluss in sequenzieller Kunst ab. Im Laufe seiner Karriere arbeitete Burrows mit mehreren Comicverlagen zusammen, darunter Caliber Press und London Night Studios. Aktuell arbeitet er im Rahmen eines Exklusivvertrages für Avatar Press. Seit seiner Zusammenarbeit mit Avatar hat er mit mehreren bekanntesten Comicautoren zusammengearbeitet, darunter Alan Moore, Warren Ellis und Garth Ennis.
Sein grafisches Werk umfasst unter anderen die Comics The Courtyard, Neonomicon, Providence, Dark Blue, Scars und 303. Abseits von Comics hat er Illustrationen für mehrere Computerspiel- und Rollenspielunternehmen durchgeführt, darunter Arbeiten an Rockstar Games’ Grand Theft Auto: Vice City und TSRs Advanced Dungeons & Dragons. Zu seinen Vorbildern gehören Matt Wagner, Tim Truman, Alfred Hitchcock und David Lynch.

## Bibliographie

### Comics

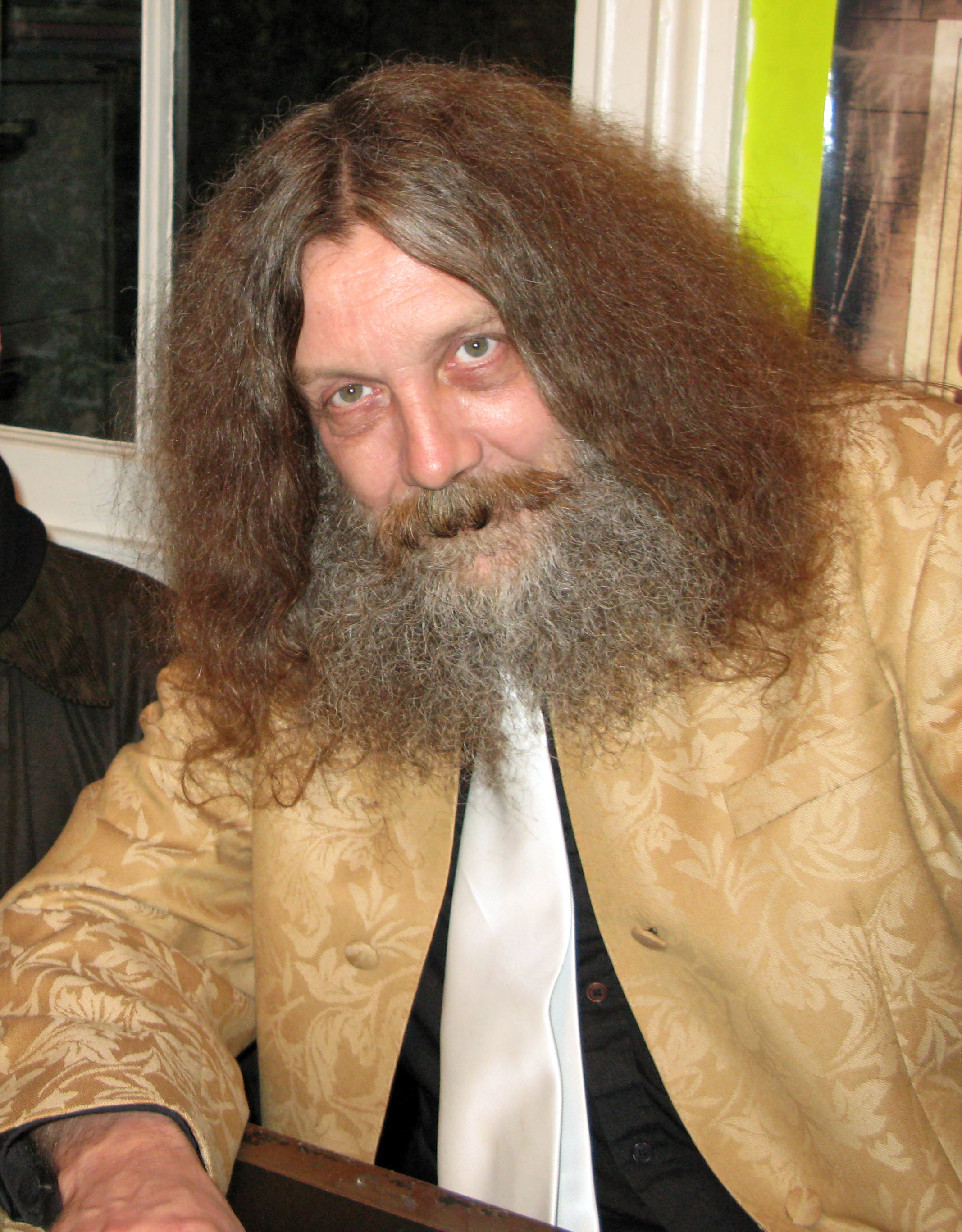
Alan Moore (2008): Vor allem mit Moore arbeitet Jacen Burrows regelmäßig zusammen.

- Dark Blue (mit Warren Ellis, Avatar Press)
- Bad World (mit Warren Ellis, Avatar Press, 2001)
- Transmetropolitan: Filth of the City (mit Warren Ellis, Vertigo, 2001)
- Ultimate Spider-Man Special #1 (mit Brian Michael Bendis, Marvel Comics)
- Scars (mit Warren Ellis, Avatar Press, 2002–2003)
  - Narben, Übersetzung von Jens R. Nielsen, Dantes Verlag, 2019
- Alan Moore’s Magic Words (geschrieben von Alan Moore, angepasst von Art Brooks, Avatar Press, 2002)
- Alan Moore’s Yuggoth Cultures and Other Growths #2 (mit Alan Moore, Avatar Press, 2003)
- Alan Moore’s The Courtyard (geschrieben von Alan Moore, angepasst von Antony Johnston, Avatar Press, 2003)
- Alan Moore’s The Courtyard Companion (geschrieben von Alan Moore, angepasst von Antony Johnston, Avatar Press, 2004)
- 303 (mit Garth Ennis, Avatar Press, 2004–2005)
- Chronicles of Wormwood (mit Garth Ennis, Avatar Press, 6-Ausgaben Mini-Serie, 2007)
- Crossed (mit Garth Ennis, Avatar Press, 2008-ongoing)
- Neonomicon (geschrieben von Alan Moore, Avatar Press, 2010–2011)
- Providence (geschrieben von Alan Moore, Avatar Press, 2015–2016)

### Rollenspiele (Auswahl)
Jacen Burrows arbeitete gemeinsam mit anderen Illustratoren an zahlreichen Regelwerken und Abenteuerbüchern von Pen-&-Paper-Rollenspielen, darunter:
- The Last Tower: The Legacy of Raistlin (Dragonlance: Fifth Age, Saga-System, 1996)
- DragonLance: Fifth Age Dramatic Adventure Game (Dragonlance: Fifth Age, 1996)
- Children of the Night: Vampires (Advanced Dungeons & Dragons (2nd Edition), 1996)
- Wretched Hives of Scum and Villainy (Star Wars (WEG 2nd Edition), 1997)
- Lords of the Expanse (Star Wars (WEG 2nd Edition), 1997)
- Rules of Engagement: The Rebel SpecForce Handbook (Star Wars (WEG 2nd Edition), 1997)
- Heroes of Defiance (Dragonlance: Fifth Age, 1997)
- Heroes of Hope (Dragonlance: Fifth Age, 1997)
- Heroes of Sorcery (Dragonlance: Fifth Age, 1997)
- Heroes of Sorcery (Dragonlance: Fifth Age, 1997)
- The Far Orbit Project (Star Wars (WEG 2nd Edition), 1998)
- Palanthas (Dragonlance: Fifth Age, 1998)
- Wings of Fury (Dragonlance: Fifth Age, 1998)
- Tome of the Mysteries (Mage: The Awakening, 2006)
- Legacies: The Ancient (Mage: The Awakening, 2007)

## Belege
1. ↑  Javen Burrows beim Dantes-Verlag, abgerufen am 13. Juli 2019.
2. ↑  Javen Burrows in der Datenbank BoardGameGeek, abgerufen am 13. Juli 2019.